# Luscious Pink
A Luscious Pink a második női parfüm (az M by Mariah Carey után), aminek Mariah Carey a reklámarca és egyik tervezője és amit az Elizabeth Arden jelentetett meg. 2008 augusztusától kapható.
Szlogenje: „Öleld magadhoz a megfoghatatlant”. Fő illatai: szicíliai bergamott, tengeri szél akkord, Bellini akkord (fejillat), tahiti tiare, gyöngyvirág, rózsaszín peónia (szívillat), fehér fa, szantálfa, fehér pézsma (alapillat). Úgy tervezték, hogy Mariah kedvenc nyaralóhelye, Capri hangulatát idézze fel.
Üvege ugyanolyan, mint a M by Mariah Carey parfümé, de rózsaszínesebb árnyalatú és gyöngyházfényű.
2009-ben a parfüm új csomagolásban újra megjelent, Luscious Pink Deluxe Edition néven. A parfüm egy másik változata Ultra Pink néven jelent meg, kizárólag a Wal-Mart amerikai üzlethálózatban. Ennek sötétebb rózsaszín az üvege, csak 30 ml-es kiszerelésben kapható. A The Fragrance Foundation 2010-es FiFi-díjkiosztóján az Ultra Pink kapott egy jelölést.